# Thelonious Monk
Thelonious Sphere Monk (Rocky Mount, 10 d'octubre de 1917 – Englewood, 17 de febrer de 1982) fou un pianista de jazz i compositor estatunidenc.
Durant els anys quaranta, fou un dels elements clau en la creació del bebop, estil del qual tanmateix s'apartà per a elaborar un llenguatge d'una gran originalitat. Començà a enregistrar al final dels anys quaranta, amb Art Blakey, Milt Jackson, John Coltrane, Sonny Rollins i Miles Davis, entre d'altres. I a partir del 1940 amb altres músics, entre ells, Pee Wee Russell (1944). Tot i que autodidacte, el seu estil pianístic mostra una certa influència del de Duke Ellington i de l'stride dels anys trenta, així com una preferència pels atacs impensats de les notes, les dissonàncies i una sonoritat agressiva.
Les composicions i improvisacions de Monk presenten dissonàncies i girs melòdics angulars i són coherents amb el seu enfocament poc ortodox del piano, que combina un atac altament percussiu amb l'ús brusc i dramàtic d'alliberaments de claus commutades, silencis i vacil·lacions.
Monk va ser reconegut per un aspecte diferent que incloïa vestits, barrets i ulleres de sol. També va destacar per un hàbit idiosincràtic durant les actuacions: mentre altres músics continuaven tocant, Monk s'aturava, s'alçava i ballava durant uns moments abans de tornar al piano.
Monk és un dels cinc músics de jazz que ha aparegut a la portada de la revista Time (els altres són Louis Armstrong, Dave Brubeck, Duke Ellington i Wynton Marsalis).

## Discografia
- After Hours at Minton's (1943)
- Genius Of Modern Music: Volume 1 (1947-1948)
- Genius Of Modern Music: Volume 2 (1947-1952)
- Thelonious Monk Trio (1952)
- Monk (1953)
- Thelonious Monk and Sonny Rollins (1953)
- Thelonious Monk plays the Music of Duke Ellington (1955)
- The Unique Thelonious Monk (1956)
- Brilliant Corners (1957)
- Thelonious Himself (1957)
- Thelonious Monk with John Coltrane (1957)
- Art Blakey's Jazz Messengers with Thelonious Monk (1957)
- Monk's Music (1957)
- Mulligan Meets Monk (1957, amb Gerry Mulligan)
- Blues Five Spot (1958)
- Thelonious in Action (1958)
- Misterioso (1958)
- The Thelonious Monk Orchestra at Town Hall (1959)
- 5 by Monk by 5 (1958)
- Thelonious Alone in San Francisco (1958)
- Thelonious Monk at the Blackhawk (1960)
- Monk in France (1961)
- Monk's Dream (1962)
- Criss Cross (1962)
- Monk in Tokyo (1963)
- Miles and Monk at Newport (1963, amb Miles Davis)
- Big Band and Quartet in Concert (1963)
- It's Monk's Time (1964)
- Monk. (1964)
- Solo Monk (1964)
- Live at the It Club (1964)
- Live at the Jazz Workshop (1964)
- Straight, No Chaser (1966)
- Underground (1967)
- Monk's Blues (1968)
- The London Collection (1971, tres volums)
- Thelonious Monk Quartet with John Coltrane at Carnegie Hall (2005)